# Jinny Steffan
Jinny Steffan, nascida Juana Eugenia Steffan (San Juan, 3 de Abril de 1953), é uma atriz e dançarina italiana nascida na Argentina.

## Biografia
Nascida na Argentina, Jinny retornou com sua família para a Itália na década de 1970. Notável por sua beleza, fez sua estréia em 1976, em Quelle strane occasioni, um filme coletivo, onde interpretou o papel de uma jovem sueca que seduz Antônio Nino Manfredi no episódio"Il cavalluccio svedeseno" dirigido por Luigi Magni.
Em seguida, em 1977, é convidada por Pippo Baudo para o programa "Lotteria Italia"ao lado de três outros jovens, Fioretta Mari, Tullio Solenghi e Beppe Grillo. Se destaca como showgirl e dançarina, qualidades que lhe permitem estrear também em vaudeville na década seguinte. Dentre os espetáculos que participou posteriormente pode-se citar "Quell'impareggiabile mr. Landru"' dirigido por Enzo Trapani. Em 1985, esteve entre os condutores do evento musical Azurro, transmitido pelo canal Itália 1. Em 1986, Jinny atua nos filmes "Yuppies - I giovani di successo" e "Yuppies 2" como Gioietta, a esposa de Lorenz Massimo Boldi. 
Em 1978, como Jinny & The Flamboyants, lança duas canções: "Cumparsita Dance" e "Serenade to Cripton".
Desde 1998 está no elenco de "Un medico in famiglia" interpretando o personagem de Irma Palombi. Este papel reforçou a popularidade de Steffan, que continua a atividade teatral; em 2003 atua ao lado de Johnny Dorelli no musical Do You Like Las Vegas.

## Filmografia

### Cinema
- Quelle strane occasioni, episodio Il cavalluccio svedese (1976)
- Yuppies - I giovani di successo (1986)
- Yuppies 2 (1986)
- Fiori di zucca (1989)
- Casablanca Express (1989)
- Il sole buio (1990)
- L'amico del cuore(1998)
- I riconciliati (2000)
- L'ultimo cielo (2011)

### Televisão
- Doppia indagine (1978)
- ...e la vita continua (1984)
- Voglia di cantare (1985)
- Due assi per un turbo (1987)
- Edera (telenovela)|Edera (1992)
- Episodi di Don Matteo (terza stagione)#Beauty Farm|Don Matteo - Episodio "Beauty Farm" (2002)
- Un medico in famiglia (temporadas 1-3, 1998-2003, temporadas 6-7, 2009-2011)

### Discografia
- 1978 - Cumparsita dance/Serenade to Cripton (Durium, DE 2969) (como Jinny and The Flamboyants)